# Gill Burns
Gillian Ann Burns (Prescot, 12 luglio 1964) è una pioniera del rugby femminile nel Regno Unito, avendo militato come giocatrice nelle nazionali di Gran Bretagna e d'Inghilterra ed essendo stata tra le dirigenti della Women's Rugby Football Union, la prima federazione di rugby femminile nelle Isole britanniche, e della sua erede Rugby Football Union for Women; ha partecipato a quattro Coppe del Mondo vincendo l'edizione del 1994.
Per i suoi contributi allo sport e il ruolo avuto nello sviluppo della disciplina è membro dal 2005 dell'Ordine dell'Impero Britannico e, dal 2014, della World Rugby Hall of Fame.

## Biografia
Originaria di Prescot, all'epoca in Lancashire, e formatasi scolasticamente a Liverpool, Burns, figlia di un'insegnante di danza, praticava vari sport tra cui hockey su prato, ma nel 1987, dopo uno scontro di gioco piuttosto energico contro un'avversaria, un allenatore le suggerì di provare a praticare rugby, cosa che iniziò a fare quasi subito e a seguito della quale divenne in brevissimo tempo giocatrice di interesse nazionale.
Nel 1988 esordì in nazionale inglese a Sefton contro la Svezia e un anno più tardi rappresentò anche la Gran Bretagna contro la Francia in un'amichevole; il suo secondo e ultimo incontro con la squadra unificata, contro l'Italia nel 1990, corrispose anche a quello finale della storia della selezione britannica.
Nel 1989 costituì la sezione femminile del Waterloo, club di Sefton del quale fu giocatrice per quasi un quarto di secolo.
Prese parte nel 1991 alla Coppa del Mondo con l'Inghilterra giungendo fino alla finale.
Nel 1994 fu il capitano della squadra che, battendo a Edimburgo gli Stati Uniti in finale, si laureò per la prima volta campione del mondo; nel 1996 vinse il primo dei suoi 5 titoli dell'Home Championsip/Cinque Nazioni.
A livello internazionale continuò a giocare per l'Inghilterra fino alla Coppa del Mondo 2002 in Spagna, anche se non prese parte alla finale persa contro la Nuova Zelanda.
Successivamente, in parallelo al suo lavoro di insegnante a Formby, assunse la presidenza della Rugby Football Union for Women, che mantenne fino all'integrazione dell'organismo nella Rugby Football Union.
Nel 2005, in occasione dei consueti riconoscimenti emessi dalla regina Elisabetta per il suo compleanno, le fu conferita l'onorificenza di membro dell'Ordine dell'Impero Britannico per i suoi contributi allo sport.
Nel 2006 divenne anche presidente del Waterloo, prima donna a presiedere il club per il quale, a più riprese e saltuariamente, continuò a giocare fino al 2013 alla soglia dei 49 anni; dal 2014 figura tra gli ammessi alla World Rugby Hall of Fame e continua la sua attività didattica a Formby.

## Palmarès
- Coppe del mondo: 1
Inghilterra: 1994